# Colluricincla tenebrosa
Colluricincla tenebrosa е вид птица от семейство Colluricinclidae.

## Разпространение и местообитание
Видът е ендемичен за островите Бабелтуап, Корор, Гаракайо, Пелелиу и Нгабад в Палау. Среща се в тропическите влажни равнинни гори.